# Matias Cardoso de Almeida
Matias Cardoso de Almeida (São Paulo, 1637 ― ?) nasceu na capitania de São Paulo, filho de Matias Cardoso de Almeida, natural da Ilha Terceira nos Açores, e de Isabel Furtado, casados em São Paulo e ela morta com testamento em São Paulo em 1683. Isabel era por sua vez filha de Luís Furtado, de Monsanto, e da paulista dona Filipa Vicente do Prado (morta em São Paulo em 1615), 6ª dos 11 filhos de João do Prado, preador de índios morto em 1597 e de Filipa Vicente, morta em 1627, dos grandes povoadores da nobreza da capitania.

## Biografia
Matias Cardoso, sertanista, acompanhava o pai desde adolescente, em bandeiras bravias de caça aos índios. Em 1664 já conhecia as trilhas que levavam de São Paulo ao norte, varando as Minas Gerais futuras e diz-se que até dava preferência até a um caminho que ele próprio traçara, passando por Atibaia e Sapucaí, de onde afugentara o resto dos terríveis índios lopos, e que ganhou seu nome.
Na década de 1670, foram frequentes bandeiras para escravizar índios nas terras que serão no futuro o Estado de Minas Gerais, levando práticos de São Paulo, Paranaguá e Cananéia. Sua patente foi registrada nos arquivos da Câmara de São Paulo em 1664, como experimentado naqueles sertões.
Ativo sertanista, Matias integrou a bandeira de Jerônimo Pedroso de Barros no Sul em 1641, e em outra de 1656 - talvez da Luís Pedroso de Barros, que atingiu terras do Peru, onde morreu em 1656 ou 1662.

### Com Fernão Dias Paes
Data de 13 de março de 1673 provisão a ele expedida, eleito capitão-mor e adjunto do Governador Fernão Dias, encarregado da conquista dos bárbaros índios Mapaxos, e descobrimento das esmeraldas. Nesta provisão se relata que o «o Governador Fernão Dias Pais havia pedido por seu ajudante o capitão Matias Cardoso de Almeida», que tinha grande experiência «naquele sertão e dos índios gentios dele, nas entradas de importância que já tinha conseguido, em que procedera com valor e boa disposição, conquistando o bárbaro inimigo, que deixara domado, o que se lê em sua patente de capitão-mor».
Acabada a conquista e descoberta a lagoa de Vupavuçu, Matias voltou a São Paulo em 1680, três ou quatro anos depois de estar no sertão, retornando por motivos historicamente não esclarecidos. Com eles partira também Borba Gato, genro de Fernão Dias.

### Com D. Rodrigo de Castelo Branco
Seu maior empreendimento teve início em 1681, quando foi provido, em 28 de janeiro, no posto de tenente-general da tropa ou gente da leva de D. Rodrigo de Castelo Branco, governador e administrador geral das minas do sertão de Sabarabuçu, para onde foi servindo ao Rei à sua custa com pessoa, Fazenda e escravos, armas, pólvora e bala, como consta de termo dos livros da câmara de São Paulo. Sabarabuçu seria identificada depois como a serra de Pitangui, região das nascentes do rio São Francisco. Desta vez, ficaria no sertão hoje mineiro até 28 de agosto de 1682.
Marcada a viagem de Sabaraboçu de D. Rodrigo, em 1º de fevereiro o vereador Lucas de Camargo Ortiz (almotacel em 1675, batizado em São Paulo em 1642 e casado com Isabel Rodrigues), declarou em sessão da câmara que «a ele se lhe oferecia ir buscar remédio no sertão, que é o trato ordinário desta terra, pelo que requeria o eximissem da assistência na câmara, sendo eleito outro em seu lugar.»
A viagem para o que é hoje Sabará estava marcada para este mês de fevereiro, e as minas da serra do Sol da Terra já enchiam os sonhos dos bandeirantes. Houve enorme luta de Castelo Branco nos preparativos da jornada, tendo ajuda do irmão de Matias Cardoso, seu braço direito, que escolheu aliás o caminho que ele próprio abrira, passando por Atibaia, vila fundada pelos Camargos. A 16 de fevereiro, partiu à frente da comitiva Lucas de Camargo Ortiz. Alguns dias depois, a 20 de fevereiro, foram providos João Dias Mendes e André Furtado de Mendonça como capitães.
Em 16 de março de 1681 Matias Cardoso apareceu em câmara, em São Paulo, dizendo-se estimulado de zelo e ardor do Real serviço, e aos oficiais representou «com desafogo de vassalo contra a grande repugnância do mineiro João Coutinho, que viera da Bahia recebendo de soldo ao mês 20$000, havia já dois anos e meio, e que sem escusa que dava de seus achaques e idade avançada d 68 anos, devia ser constrangido a ir». Chamado Coutinho pelos oficiais, disse-lhes que já não tinha dentes e que se achava muito impossibilitado para andar por sertão; mas que se sacrificaria mesmo assim. Ao que retrucou Matias Cardoso que só ia por querer desta vez ficar desenganado de haver ou não as minas, pois acompanhara muitos anos ao governador Fernão Dias Pais, com seus escravos armados, com pólvora, chumbo e balas, sem gastar um real da Fazenda de Sua Alteza, e se obrigava a conduzir ao mineiro Coutinho em rede nos ombros de 60 índios seus administrados e lhe assistir com o necessário sustento, e que de tudo se lavrasse termo…»

### Após 1682
Matias foi uma das figuras centrais da empresa do desinço do gentio bravo no território depois mineiro e nos sertões do Nordeste.
Assassinado em 1682 D. Rodrigo de Castelo Branco por Borba Gato ou seus sequazes, não se sabe bem Matias o que teria feito, se voltou para São Paulo, se partiu para a Bahia.
Como maior potentado de São Paulo, o que Silva Leme bem analisa no volume III página 361 de sua «Genealogia Paulistana», adjunto de Fernão Dias Pais e depois com D. Rodrigo no sertão, foi nomeado pelo então Governador de São Paulo Tomé Fernandes de Oliveira chefe para sanear o sertão dos índios por sete anos. Diz-se que fugiu, após o assassinato e varara os sertões «em direitura à capitania da Bahia, atingindo afinal Salvador, para se apresentar ao Governador Antônio de Souza e Menezes, foi por ele nomeado em 12 de maio de 1684 governador e administrador das aldeias de nações do gentio que reduzisse e situasse desde a caitania de Porto Seguro até o rio de São Francisco. Nessa patente se faz referência a que ele tinha largo conhecimento daqueles sertões e era perito nos dialetos. Nega-se assim a hipótese de Pedro Taques de que Matias voltara para São Paulo, ficando inativo, pois já pouco depois de 1684 Matias tinha sua sede na região que denominou de Manga, à margem do rio São Francisco.
Em carta de 18 de dezembro de 1688 como governador interino do Brasil, estando morto Matias da Cunha, o bispo Fr. Manuel da Ressurreição escreveu a Matias Cardoso de Almeida, para o encarregar da guerra ao que chamava bárbaros do Rio Grande do Norte. Dizia-se informado pelo mestre de campo Antônio Guedes de Brito que, do arraial da Manga, Matias Cardoso seguira viagem para a vila de São Paulo, de onde pretendia trazer grande quantidade de mantimentos e de armas. Por esse motivo o arcebispo lhe escrevia para São Paulo, pedindo-lhe aceitar a incumbência.
Data de 6 de abril de 1689 a Carta Patente de mestre de campo dada pelo Arcebispo, em que diz que havia chegado de São Paulo ao rio São Francisco com mais de cem brancos armados com seus oficiais, e de todos se formara um Regimento, com os índios também armados que possuía em grande número. De 1690 a 1697 Matias investiu contra os índios reunidos em confederação (os cariris, basicamente) nas terras dos atuais estados do Ceará e Rio Grande do Norte.
Há outra carta do frade governador em 30 de agosto de 1689, dirigida a Tomás Fernandes de Oliveira, capitão-mor governador de São Vicente e São Paulo, em que lhe pede que aplicasse o socorro que tinha mandado pedir aos Paulistas a cargo do Governador mestre-de-campo Matias Cardoso de Almeida para a guerra aos bárbaros gentios do Rio Grande, que faziam guerra na capitania do Ceará. Outros autores dizem que Matias só partirá em 1692. O fato é que há muita controvérsia: uns dizem que formou em São Paulo um Terço (há quem fale em 600 homens até!) e se pôs em marcha, andando 500 léguas pelo sertão até o rio São Francisco. Como levava pouca gente, deixou ordem em São Paulo a João Amaro Maciel Parente capitão-mor de seu regimento, para ir formando mais soldados para a eles se incorporarem - seria mais outros 600 homens. O que foi feito, e entre os comandantes das companhias formadas estava João Pires de Brito. (Morreu em 1690, aliás, seu irmão mais velho, Salvador Cardoso de Almeida, que era juiz de órfãos de São Paulo e pai de dez filhos).
Tendo assim preparado um corpo expedicionário de 1.200 homens, seguiu até o rio São Francisco, lançando contra o índio verdadeira guerra de extermínio; os poucos índios escapados foram escravizados e divididos entre os vencedores, mas a guerra só terminaria em 1694; haviam então surgido arraiais como Morrinhos (hoje Matias Cardoso) e Fazendas prósperas. Frustradas tais primeiras expedições, os taubateanos povoariam as Minas.
Quando o governador Matias da Cunha solicitou o concurso de proprietários vicentinos contra os índios janduis, Domingos Jorge Velho e Matias Cardoso massacraram os índios, sendo os remanescentes aldeados compulsoriamente em missões jesuíticas e oratorianas. Ameaçavam a expansão das Fazendas de gado, frentes pioneiras que lhes ocupavam as terras.
Entre 1692 e 1694 haveria curta paz, recomeçando as hostilidades no Ceará que perdurariam até 1713, havendo violências brutais. O genocídio se incorporava comumente às demais práticas repressivas para desalojar as populações indígenas. Um grande combate foi travado no Ceará em 12 de novembro de 1693, entre as tropas e os índios.
Sua campanha contra os índios terminou em 25 de abril de 1694 e Matias voltou para as fazendas estabelecidas no rio de São Francisco com seu cunhado Antônio Gonçalves Figueira (ver Silva Leme, «Genealogia Paulistana», volume VIII, página 408). Este cunhado, no lugar denominado Brejo Grande, tinha o primeiro engenho de açúcar que ali houve. E dali, impelido pelo velho sonho da mocidade, as esmeraldas, como quando entrara na bandeira de Fernão Dias, seguiu para o sertão dos rios Pardo e Verde onde conquistou duas nações de índios e devassou todo o território das Minas Novas e do Serro Frio, fundando as Fazendas do Itaqui, Olho d'Agua e Montes Claros, abrindo caminho das margens do rio São Francisco para esses locais. Construiu posteriormente outra estrada para Pitangui, por onde exportava gado para os mineiros.
Matias Cardoso sofreu na Bahia seu maior revés em 1696 no rio Jaguaribe, onde lhe mataram um filho natural.

### Nas Minas do ouro
Segundo tradição colhida por Milliet de St. Adolphe, parentes de Matias Cardoso de Almeida, que estava desde 1701 em Sabará e Ouro Preto, no princípio das hostilidades que culminariam na chamada Guerra dos Emboabas, aliados a baianos que viviam na região, mataram em 1704 um representante do fisco e para escapar à justiça retornaram todos para os sertões do São Francisco, erguendo Morrinhos e outros arraiais que se tornaram vilas. Matias Cardoso para lá foi pouco depois. Silva Leme o diz em sua «Genealogia Paulistana», volume III, página 350.
"Do arraial de Matias Cardoso (hoje Conceição de Morrinhos) seu filho Januário Cardoso passou para o arraial do Meio e depois para Morrinhos, sede da irradiação; bateu e pacificou os índios da vasta zona até Carinhanha, tornando-se desse modo um dos maiores distritos do interior mineiro. A um reinol aventureiro, Manuel Pires Maciel, ao seu serviço, e o sobrinho deste, Manuel Francisco de Toledo, se deve a formação de vários arraiais do São Francisco, resultante da montaria dos índios e caça ao ouro: Brejo do Salgado, Santo Antônio da Manga (hoje São Romão), Itabiraçaba (depois Nossa Senhora do Amparo, hoje Januária).

### Casamento e posteridade
Segundo a Nobiliarquia Paulista de Pedro Taques, casou com a prima, Inês Gonçalves Figueira, irmã do Capitão Antônio Gonçalves Figueira pois filha do capitão Manuel Afonso Gaia e Maria Gonçalves Figueira, de Santos. Ficaram depois residindo nos sertões do São Francisco, proprietários de numerosas fazendas de gado. 
- 1- Januário Cardoso de Almeida, filho único, mestre de campo no rio São Francisco em 1726.